# Sillogismo categorico in forma normale
Un sillogismo categorico è un argomento deduttivo che consiste in tre proposizioni categoriche, le quali contengono tre termini, ognuno dei quali figura esattamente in due delle tre proposizioni. In questo senso, il sillogismo categorico in forma normale è un sillogismo categorico che ha come premesse e conclusione solo proposizioni categoriche in forma normale ovvero A, E, I oppure O, disposte in un ordine definito.
La conclusione di un sillogismo in forma normale è quindi una proposizione categorica in forma normale che contiene due dei tre termini del sillogismo secondo questo schema:
- il termine predicato della conclusione è detto termine maggiore;
- il termine soggetto della conclusione è detto termine minore;
- il terzo termine del sillogismo, che non risulta presente nella conclusione ma compare in entrambe le premesse, è detto termine medio.
- I termini maggiore e minore devono sempre essere presenti in due premesse diverse. Pertanto, si dice premessa maggiore quella che contiene il termine maggiore, e premessa minore quella che contiene il termine minore. Nella forma normale del sillogismo, la premessa maggiore viene data per prima, la premessa minore per seconda, la conclusione per ultima.

Il modo di un sillogismo in forma normale è dato dai tipi delle proposizioni categoriche in forma normale che esso contiene: A, E, I, O. Il modo viene identificato da una sequenza di tre lettere date in ordine definito, di cui la prima indica il tipo della premessa maggiore del sillogismo, la seconda il tipo della premessa minore, la terza il tipo della conclusione.
affermative universali (A): Tutti i cani sono animali
affermative particolari (I): Alcuni animali sono mammiferi
negative universali (E): Tutte le piante non sono animali
negative particolari (O): Alcuni animali non sono mammiferi
La figura di un sillogismo categorico in forma normale sta ad indicare la posizione del termine medio nelle premesse, posizione che può variare. Ci possono essere solo 4 possibili figure diverse in cui rispettivamente il termine medio può essere:
- prima figura: soggetto della premessa maggiore e predicato della premessa minore;
- seconda figura: predicato di entrambe le premesse;
- terza figura: soggetto di entrambe le premesse;
- quarta figura: predicato della premessa maggiore e soggetto della premessa minore.

I logici classici hanno fornito tali nomi latini tra parentesi in funzione mnemonica: essi infatti racchiudono le tre vocali che indicano nell'ordine normale la premessa maggiore, la minore e la conclusione del sillogismo. I logici antichi hanno ovviato al problema dell'identificazione di due sillogismi con modo uguale modificando i nomi latini che però mantengono all'interno le stesse vocali identificative: ad esempio: per il sillogismo con modo IAI di terza figura il nome è Disarmis, per il sillogismo con modo IAI di quarta figura il nome è Dimaris.
Ci sono 64 modi diversi e 256 forme distinte possibili dei sillogismi categorici in forma normale. Tuttavia, considerando il concetto di validità di un sillogismo, solo in pochi sono validi. Le forme valide sono elencate nel seguente schema:
- Prima figura:
  - AAA -1 (Barbara)
  - EAE -1 (Celarent)
  - AII -1 (Darii)
  - EIO -1 (Ferio)
- Seconda figura:
  - AEE -2 (Camestres)
  - EAE -2 (Cesare)
  - AOO -2 (Baroco)
  - EIO -2 (Festino)
- Terza figura:
  - AII -3 (Datisi)
  - IAI -3 (Disarmis)
  - EIO -3 (Ferison)
  - OAO -3 (Bocardo)
- Quarta figura:
  - AEE -4 (Camenes)
  - IAI -4 (Dimaris)
  - EIO - (Fresison)

Una filastrocca latina viene spesso usata per ricordare le figure:
Barbara, Celarent, Darii, Ferioque prioris

Cesare, Camestres, Festino, Baroco secundae

Tertia grande sonans recitat Darapti, Felapton

Disarmis, Datisi, Bocardo, Ferison.

Quartae Sunt Bamalip, Camenes, Dimaris, Fesapo, Fresison.